# Macropeza blantoni
Macropeza blantoni är en tvåvingeart som beskrevs av Wirth och Ratanaworabhan 1972. Macropeza blantoni ingår i släktet Macropeza och familjen svidknott. Inga underarter finns listade i Catalogue of Life.